# Netomocera setifera
Netomocera setifera (лат.) — вид паразитических наездников из семейства Pteromalidae (Chalcidoidea) отряда перепончатокрылые насекомые, в составе подсемейства Diparinae. Западная и Южная Европа.

## Описание
Мелкие хальцидоидные наездники с коренастым телом. Длина самок от 1,6 до 2,1 мм (самцы от 1,0 до 1,8 мм). Основная окраска головы чёрная, брюшко, ноги и усики буроватые. Отличается V-образной зоной на проподеуме. У самцов грудь до чёрного, а у самок голова с зеленоватым или бронзовым металлическим отблеском. Формула члеников усиков: 1-1-1-7-3. Жгутик усика самок булавовидный с асимметричной булавой, самцы имеют длинные нитевидные антенны, без дифференцированной булавы, и оба пола обладают широким субквадратным петиолем. Самки макроптерные или брахиптерные, самцы макроптерные. Оба пола имеют крупный первый тергит, занимающий как минимум половину длины брюшка. Хозяева неизвестны, предположительно ими являются личинки насекомых.

## Систематика
Вид Netomocera был впервые описан в 1954 году, а его валидный статус подтверждён в ходе ревизии, проведённой в 2019 году румынским энтомологом Mircea-Dan Mitroiu («Alexandru Ioan Cuza» University of Iași, Faculty of Biology, Яссы, Румыния). Вид Netomocera setifera сходен с таксоном Netomocera rufa.